# Rąpice
Rąpice (prononciation : [rɔmˈpit͡sɛ] ; en allemand : Rampitz) est un village de la gmina de Cybinka dans le powiat de Słubice de la voïvodie de Lubusz dans l'ouest de la Pologne.

## Géographie
Le village se situe dans la région historique de la Nouvelle-Marche, près de la frontière allemande sur l'Oder. Il se trouve à environ 11 kilomètres au sud-ouest de Cybinka (siège de la gmina), 29 kilomètres au sud-est de Słubice (siège de le powiat), 57 kilomètres à l'ouest de Zielona Góra (siège de la diétine régionale) et 77 kilomètres au sud-ouest de Gorzów Wielkopolski (capitale de la voïvodie).

## Histoire
Au XIIIe siècle, la région sur la rive orientale de l'Oder qui antérieurement faisait partie du duché de Grande-Pologne, dépendit des margraves de Brandebourg qui étendirent leur domination vers l'est. Le lieu de Rampitz lui-même est mentionné pour la première fois en 1448, au temps où les domaines sont acquis par l'ordre de Saint-Jean des mains du margrave Jean de Hohenzollern. Il resta en possession de l'ordre jusqu'en 1804. Après la réforme administrative du royaume de Prusse en 1815, Rampitz entre dans l'arrondissement de Sternberg-en-Nouvelle-Marche, qui est divisé ensuite, et elle fait partie de l'arrondissement de Sternberg-Ouest qui est lui-même partie du district de Francfort-sur-l'Oder au sein de la province de Brandebourg.
Après la Seconde Guerre mondiale, avec la définition de la frontière germano-polonaise actuelle sur la ligne de l'Oder et de la Neisse lors de la conférence de Potsdam en juillet-août 1945, le village revint à la république de Pologne (voir Évolution territoriale de la Pologne). La population d'origine allemande est expulsée et remplacée par des Polonais.
De 1975 à 1998, le village appartenait administrativement à la voïvodie de Zielona Góra.

Depuis 1999, il appartient administrativement à la voïvodie de Lubusz